# Bugchasing
Bugchasing (ook wel bug chasing) is een Engelse slang-term voor het opzettelijk aangaan van onbeschermde seksuele contacten met seropositieve personen door iemand die zelf seronegatief is, met als doel om zelf besmet te worden met het humaan immunodeficiëntievirus (hiv). Voor zover het werkelijk voorkomt, is het een marginaal verschijnsel.
De term is overgewaaid uit de Verenigde Staten. Oorspronkelijk verwees de term vooral naar (zeldzaam) gedrag onder homoseksuele mannen, maar bugchasing wordt tegenwoordig in het Nederlands taalgebied ook in een bredere of overdrachtelijke betekenis gebruikt, voor andere groepen en bij andere infectieziekten.